# Гриць-Дуда Іван Іванович
Іван Іванович Гриць-Дуда (1911 — † 1999) — український письменник, поет, прозаїк, драматург, театральний діяч.

## З біографії
Народився 5 червня 1911 р. у с. Рудльові Воронівського округу (Словаччина). Закінчив Мукачівську торговельну школу (1931), Ужгородську вчительську семінарію (1935). Вчителював на Закарпатті, потім працював директором, режисером і актором Українського народного театру у Пряшеві. Згодом змушений був знову повернутися до учительської праці. Тривалий час учителював у селах Сулині, Завадці, Тополі, Сабинові.

## Творчий доробок
Автор збірки оповідань «Невзгоди» (1967); віршованого роману в двох книгах «Маків цвіт» (1974)
і «Серед дороги, серед бур» (1975); драми «Федір Главата» (1973); п'єс «Бурхлива весна» (1979), «Князь Лаборець», «Ілько Липей», «Верба», «Маріанна», віршів.
Окремі видання:
- Розмова сторіч / В. Гренджа-Донський, Ф. Лазорик, І. Гриць Дуда. — Bratislava, 1965. — 372 с.